# Sundown (Texas)
Sundown es una ciudad ubicada en el condado de Hockley en el estado estadounidense de Texas. En el Censo de 2010 tenía una población de 1397 habitantes y una densidad poblacional de 354,86 personas por km².

## Geografía
Sundown se encuentra ubicada en las coordenadas 33°27′27″N 102°29′27″O / 33.45750, -102.49083. Según la Oficina del Censo de los Estados Unidos, Sundown tiene una superficie total de 3.94 km², de la cual 3.94 km² corresponden a tierra firme y (0%) 0 km² es agua.

## Demografía
Según el censo de 2010, había 1397 personas residiendo en Sundown. La densidad de población era de 354,86 hab./km². De los 1397 habitantes, Sundown estaba compuesto por el 83.25% blancos, el 1.07% eran afroamericanos, el 0.86% eran amerindios, el 0% eran asiáticos, el 0% eran isleños del Pacífico, el 12.88% eran de otras razas y el 1.93% pertenecían a dos o más razas. Del total de la población el 44.45% eran hispanos o latinos de cualquier raza.